# Winthemia pilosa
Winthemia pilosa là một loài ruồi trong họ Tachinidae.